# Xah Rud
|  | No s'ha de confondre amb Xahrud. |

Xah Rud (persa شاهرود, Shāhrūd, literalment el gran riu, el riu del rei) és un riu de l'Iran, afluent del Sefid Rud.
Neix a les muntanyes a l'oest de Teheran i a Manjil es troba amb el Qezel Owzan i forma el Safid Rud que desaigua a la mar Càspia. Allà s'hi va construir en els anys 50 la gran presa de Manjil, inaugurada el 1961, per proveir els arrossars de Gilan. El seu curs superior s'anomena Shah Rud-e Talakan per distingir-lo del seu afluent de la dreta anomenat Shah Rud-e Alamut. El nom del riu és esmentat pels geògrafs musulmans des del segle viii.
Vegeu també: Imamrud.